# لندن بريج (محطة مترو أنفاق لندن)
لندن بريج (بالإنجليزية: London Bridge)‏ هي إحدى محطات مترو أنفاق لندن. تقع على خط نورذيرن وجوبيلي أفتتحت في المنطقة (Zone) رقم 1 أفتتحت في 1836، 25 فبراير 1900.